# Fürstenhof
Als Fürstenhof wird im Umkreis eines adeligen Landesherrn das System der Verwaltung, der hohen Gesellschaft und der Berater verstanden, im engeren Sinne der Wohnsitz eines Fürsten in einer Stadt seines Landes.

## Drei konträre Ausformungen
Jede Zeitepoche hat ihre eigene Ausformung der Fürstenhöfe: sie reicht von einfachen Systemen etwa im Alten Israel (wo dem Volk der persönliche Kontakt zu den Königen möglich war) und den römerzeitlichen Germanen über die örtlich variable Pfalz des mittelalterlichen Heiligen Römischen Reiches bis zu sehr aufwendigen Hofhaltungen in der Antike und im Barock (z. B. Altes Ägypten, Römisches Reich, Karl VI., Ludwig XIV.).
Die europäischen Fürstenhöfe und die heutigen Vorstellungen von Hofhaltung formierten sich im Mittelalter des 12. bis 15. Jahrhunderts. In Deutschland und anderswo ist hier ein starkes Spannungsfeld festzustellen: Der Hof als repräsentativer Ort im Umfeld des Herrschers und seiner Hierarchie der Kommunikation stand den „außerhöfischen“ Bereichen, in denen die Interaktion der breiten Gesellschaft und ihr Alltag stattfand, gegenüber. Zeitgeschichtlich war ein weiterer Spannungsbereich durch die konkurrierenden Kräfte von Königtum, Adel, Städte bzw. Bürgertum und zeitweiligen Unruhen oder Bauernkriegen der revoltierenden Bevölkerung gegeben.

## Identität der führenden Schicht
Die Art der Hofhaltung hängt wesentlich von der Identität seiner führenden Personen und ihrer Funktion innerhalb der herrschenden oder von ihnen angestrebten Gesellschaft ab.
Beispielsweise waren mit dem Gottesgnadentum – der Überzeugung, die Führung eines Landes im Auftrag Gottes innezuhaben – meist relativ strenge Regeln der Etikette verbunden (z. B. spanisches Hofzeremoniell). Der letzte europäische Fürst, der sich ausdrücklich als von höherer Warte beauftragt sah, war Franz Joseph. Vor Beginn des Ersten Weltkrieges drückte er dies deutlich in seinem Manifest „An Meine Völker!“ aus.
In den letzten Jahrzehnten ist diese Haltung zur Regentschaft (die auch von Teilen der Bevölkerung geteilt wurde) nur mehr außerhalb Europas festzustellen – etwa bei einigen Herrschern in Afrika (z. B. Uganda bis etwa 1990 oder Libyen). Wieweit diese Sicht noch bei Europas konstitutionellen Monarchen vorhanden ist, ist kaum zu beurteilen. Sie zu äußern, ist jedenfalls im Zeitalter der Demokratie nicht opportun.
Was die Identität der Fürsten und ihres Hofes betrifft, war und ist sie auch vom Verhältnis zwischen Innen- und Außensicht abhängig. In der Geschichte Europas haben beispielsweise manche schwache Monarchen eine besonders auffällige Hofhaltung gepflogen, wofür allerdings der Umkehrschluss nicht zutreffend ist: der schon erwähnte österreichisch-ungarische Kaiser Franz Joseph trachtete trotz seines hohen Amtsverständnisses (teilweise ohne großen Erfolg), die Hofhaltung bescheidener zu machen. Hier haben Traditionen eine besonders starke Wirkung, wie z. B. am britischen Königshof unübersehbar ist. Vielfach wünschte und wünscht oft auch die Bevölkerung trotz mancher Kritik einen gewissen Prunk, was unter anderem mit dem Selbstverständnis der Nation zusammenhängt.